# Неккевелд
Неккевелд (нід. Nekkeveld) — селище в нідерландській провінції Гелдерланд. Входить до муніципалітету Нейкерк. Перша згадка про населений пункт датується 1250 роком. Тоді носив назву Екеленвелде (нід. Ekelenvelde), тобто «поле з дубами».

## Галерея

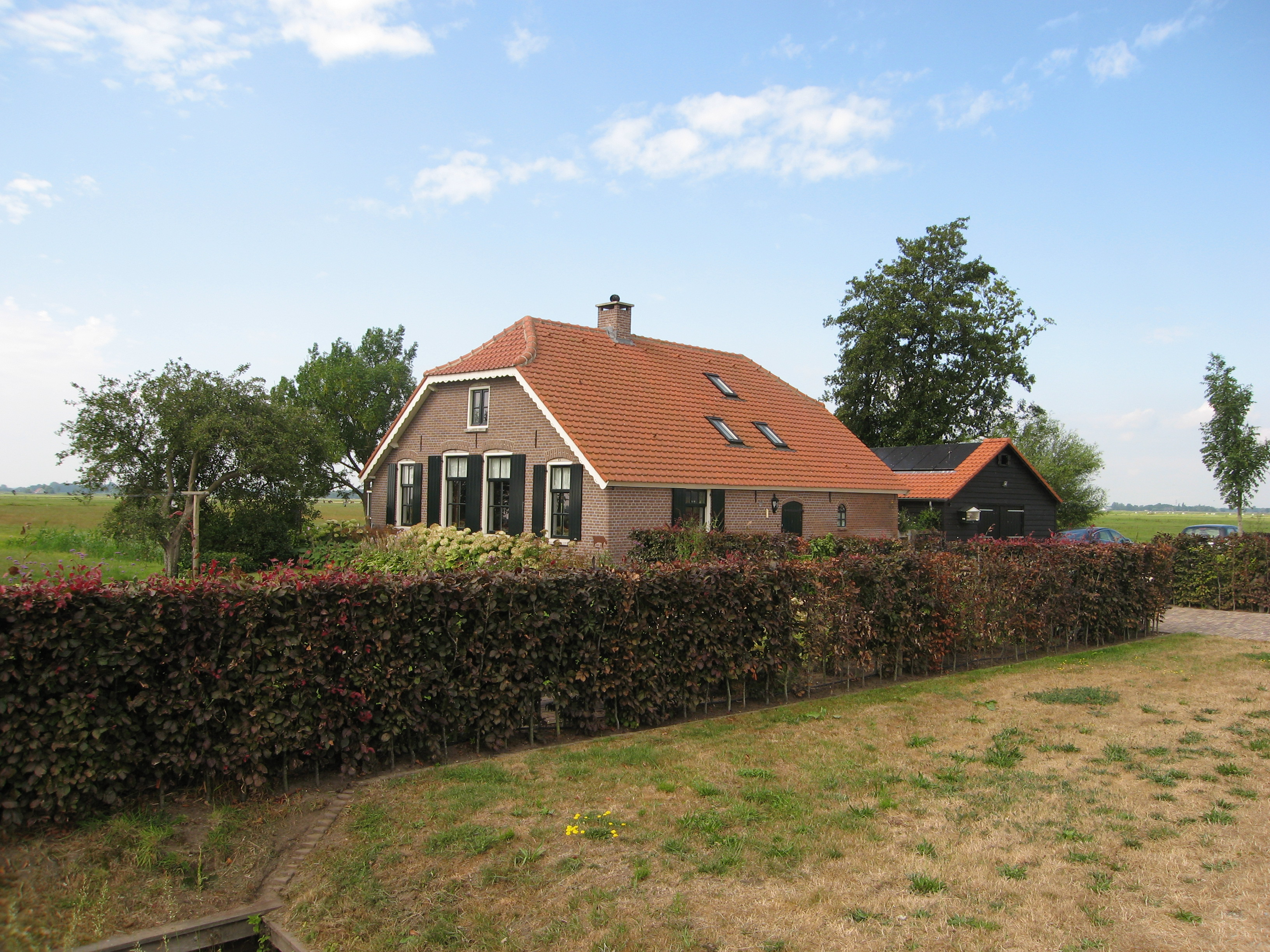
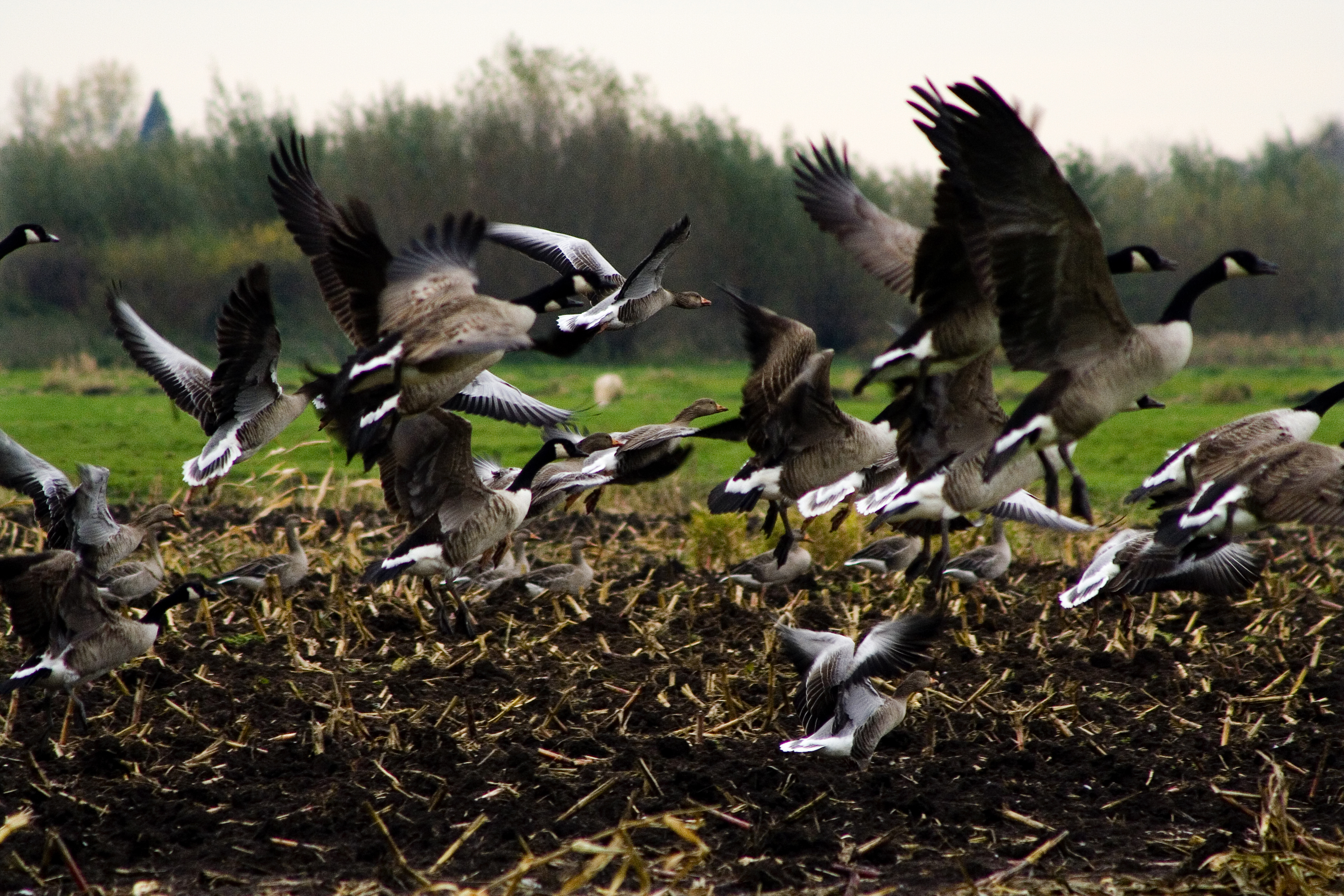